# HMS London (1840)
HMS London (Корабль Её Величества «Лондон») — 92-пушечный винтовой линейный корабль 2 ранга.

## Постройка
Спущен на воду в Чатем-доке в Чатеме на реке Медуэй в графстве Кент (Великобритания) 28 сентября 1840 года.

## Служба

### Крымская война
В 1854 году HMS London принимал участие в бомбардировке форта Константин в Севастополе, получив при этом повреждения ответным огнём. Получил награды за участие в Крымской войне.

### Дальнейшая судьба
В ходе ремонтных работ корабль получил в 1858 году паровую машину и винтовой привод, количество орудий было сокращено до 72. В 1873 году обращён в блокшив в бухте Занзибара у восточного побережья Африки.

### Конец службы
Последняя запись в судовом журнале — «Paid ship off» — сделана 22 января 1883 года.
После продажи в 1884 году на дрова и гвозди был разобран.

## Однотипные кораблиRodney
- HMS Rodney
- HMS Nile